# Campionato europeo giovanile di scacchi
Il Campionato europeo giovanile di scacchi viene organizzato annualmente dall'Unione scacchistica europea a partire dal 1991.
È suddiviso in due sezioni, maschile e femminile, ciascuna comprendente sei tornei per categoria d'età:
- Under 8 (dal 2007)
- Under 10
- Under 12
- Under 14
- Under 16
- Under 18  (dal 1994)

Per la categoria Under 20 è stato organizzato fino al 2002 il Campionato europeo juniores di scacchi.

## Vincitori della sezione maschile
| Anno | Località        | Under 8              | Under 10                 | Under 12                     | Under 14                    | Under 16                | Under 18                 |
| ---- | --------------- | -------------------- | ------------------------ | ---------------------------- | --------------------------- | ----------------------- | ------------------------ |
| 1991 | Mamaia          | –                    | Adrien Leroy             | Péter Lékó                   | Tomáš Oral                  | Andrei Istrăţescu       | –                        |
| 1992 | Rimavská Sobota | –                    | Krzysztof Gratka         | Péter Ács                    | Péter Lékó                  | Vadim Zvjagincev        | –                        |
| 1993 | Szombathely     | –                    | Étienne Bacrot           | Valeri Gaprindashvili        | Erald Dervishi              | Robert Kempiński        | –                        |
| 1994 | Băile Herculane | –                    | Qədir Hüseynov           | Valeri Gaprindashvili        | Karl Mah                    | Alexei Chernuschevich   | Robert Kempiński         |
| 1995 | Verdun          | –                    | Arkadij Naiditsch        | Étienne Bacrot               | Sergej Fedorčuk             | Pavel Šimáček           | Robert Kempiński         |
| 1996 | Rimavská Sobota | –                    | Teymur Rəcəbov           | Jurij Drozdovs'kyj           | Jevhen Kobylkin             | Fabian Doettling        | Ruslan Ponomarëv         |
| 1997 | Tallinn         | –                    | Teymur Rəcəbov           | Il'ja Zarezenko              | Jurij Drozdovs'kyj          | Alexander Kundin        | Mikheil Mchedishvili     |
| 1998 | Mureck          | –                    | Dmytro Tišyn             | Teymur Rəcəbov               | Aleksandr Rjazancev         | Gabriel Sargissian      | Dennis de Vreugt         |
| 1999 | Litochoro       | –                    | Sergej Karjakin          | Borki Predojević             | Nidjat Mamedov              | Sergej Grigor'janc      | Teymur Rəcəbov           |
| 2000 | Kallithea       | –                    | Jan Nepomnjaščij         | Evgenij Romanov              | Mark Erwich                 | Ján Markoš              | Artëm Timofeev           |
| 2001 | Kallithea       | –                    | Volodymyr Oniščuk        | Jan Nepomnjaščij             | Borki Predojević            | Ėrnesto Inarkiev        | Zviad Izoria             |
| 2002 | Peñíscola       | –                    | Eltac Səfərli            | Jan Nepomnjaščij             | Evgenij Romanov             | Aleksandr Charitonov    | Şəhriyar Məmmədyarov     |
| 2003 | Budua           | –                    | Samvel Ter-Sahakyan      | Eltac Səfərli                | Sjargej Žygalka             | Csaba Balogh            | Mateusz Bartel           |
| 2004 | Ürgüp           | –                    | Robert Aġasaryan         | Sanan Vjačeslavovič Sjugirov | Giorgi Margvelashvili       | Rauf Məmmədov           | Radosław Wojtaszek       |
| 2005 | Castelnuovo     | –                    | Konstantin Nikologorskij | Sanan Vjačeslavovič Sjugirov | Davit Benidze               | Zaven Andriasian        | Pawel Czarnota           |
| 2006 | Castelnuovo     | –                    | Arsenij Šurunov          | Ivan Bukavšin                | Péter Prohászka             | Romain Édouard          | Sjargej Žygalka          |
| 2007 | Sebenico        | Nikita Ayvazyan      | Kirill Alekseenko        | Illja Nižnik                 | Sanan Sjugirov              | Vugar Rasulov           | Ivan Šarić               |
| 2008 | Castelnuovo     | Denizcan Temizkan    | Cemil Can Ali Marandi    | Kiprian Berbatov             | Ivan Bukavšin               | Illja Nižnik            | Xavier Vila Gazquez      |
| 2009 | Fermo           | Abdulla Gadimbayli   | Benjamin Gledura         | Evgenij Zanan                | Kamil Dragun                | Gil Popilski            | Samvel Ter-Sahakyan      |
| 2010 | Batumi          | Abdulla Gadimbayli   | Viktor Gažík             | Cemil Can Ali Marandi        | Oleksandr Bortnik           | Ivan Bukavšin           | Vasif Durarbeyli         |
| 2011 | Albena          | Alex Krstulovic      | Evgenios Ioannidis       | Haik M Martirosyan           | Cemil Can Ali Marandi       | Oleksandr Bortnik       | Nils Grandelius          |
| 2012 | Praga           | Tsvetan Stoyanov     | Andrej Esipenko          | Haik M Martirosyan           | Jan-Krzysztof Duda          | Kacper Drozdowski       | Vadim Moiseenko          |
| 2013 | Budua           | Aydin Suleymanli     | Kagan Aydincelebi        | Viktor Matviïšen             | Jorden Van Foreest          | Kirill Alekseenko       | Vladimir Fedoseev        |
| 2014 | Batumi          | Ilya Makoveev        | Mamikon Gharibyan        | Viktor Matviïšen             | Timur Fachrutdinov          | Cemil Can Ali Marandi   | Avital Boruchovsky       |
| 2015 | Parenzo         | Mikhei Navumenka     | Ilya Makoveev            | Kirill Šubin                 | Sergej Lobanov              | Leonid Sawlin           | Cemil Can Ali Marandi    |
| 2016 | Praga           | Artëm Pingin         | Volodar Murzin           | Mamikon Gharibyan            | Salvator Guerra Rivera      | Timur Fachrutdinov      | Manuel Petrosyan         |
| 2017 | Mamaia          | Tran Nam Giang       | Marc Andria Maurizzi     | Aydin Suleymanli             | Jonas Buhl Bjerre           | Andrey Esipenko         | Jesper Sondergaard Thybo |
| 2018 | Riga            | Jahandar Azadaliyev  | Artëm Pingin             | Volodar Murzin               | Stefan Pogosjan             | Francesco Sonis         | Evgenios Ioannidis       |
| 2019 | Bratislava      | Yagiz Kaan Erdogmus  | Savva Vetokhin           | Marc Andria Maurizzi         | Sebastian Lukas Kostolansky | Armen Ar. Barseghyan    | Thai Dai Van Nguyen      |
| 2020 | Online          | –                    | –                        | Jahandar Azadaliyev          | Volodar Murzin              | Rudik Makarian          | Andrey Esipenko          |
| 2021 | Online          | Arseny Kleschevnikov | Arda Cankurt             | Arda Camlar                  | Alexey O. Zakharov          | Alexander Krastev       | Ughur Ilyasli            |
| 2022 | Adalia          | Roman Shogdzhiev     | Baver Yilmaz             | Patryk Cieslak               | Svyatoslav Bazakutsa        | Timothe Razafindratsima | Rudik Makarian           |
| 2023 | Mamaia          | Mahammad Kazimzade   | Vladimir Sofronie        | Khagan Ahmad                 | Rustam Rustamov             | Jakub Seemann           | Arsen Davtyan            |
| 2024 | Praga           | Junyan Hu            | Ali Poyraz Uzdemir       | Viktor Golis                 | Vaklav Finek                | Marco Materia           | Timothe Razafindratsima  |

## Vincitrici della sezione femminile
| Anno | Località        | Under 8                   | Under 10                            | Under 12                            | Under 14                | Under 16                       | Under 18                      |
| ---- | --------------- | ------------------------- | ----------------------------------- | ----------------------------------- | ----------------------- | ------------------------------ | ----------------------------- |
| 1991 | Mamaia          | –                         | Sabina Popescu                      | Sofiko Tkeshelashvili               | Maia Lomineishvili      | Ilaha Kadimova                 | –                             |
| 1992 | Rimavská Sobota | –                         | Regina Pokorná                      | Alina Tarachowicz                   | Antoaneta Stefanova     | Inna Gaponenko                 | –                             |
| 1993 | Szombathely     | –                         | Viktorija Čmilytė                   | Iweta Rajlich                       | Natalja Žukova          | Natalja Kiseleva               | –                             |
| 1994 | Băile Herculane | –                         | Aleksandra Konstantinovna Kostenjuk | Ana Matnadze                        | Iweta Rajlich           | Natalja Žukova                 | Monika Grabics                |
| 1995 | Verdun          | –                         | Nadežda Anatol'evna Kosinceva       | Ana Matnadze                        | Cristina Moshina        | Szidonia Vajda                 | Marta Zielinska               |
| 1996 | Rimavská Sobota | –                         | Tat'jana Anatol'evna Kosinceva      | Aleksandra Konstantinovna Kostenjuk | Cristina Moshina        | Vladislava Kalinina            | Monika Soćko                  |
| 1997 | Tallinn         | –                         | Nana Dzagnidze                      | Nadežda Anatol'evna Kosinceva       | Ana Matnadze            | Ekaterina Polovnikova          | Anna Dorofeeva                |
| 1998 | Mureck          | –                         | Anna Muzyčuk                        | Marie Sebag                         | Lela Javakhishivili     | Ana Matnadze                   | Dana Reizniece                |
| 1999 | Litochoro       | –                         | Silvia Raluca Sgarcea               | Nana Dzagnidze                      | Marie Sebag             | Ana Matnadze                   | Dana Reizniece                |
| 2000 | Kallithea       | –                         | Anna Muzyčuk                        | Valentina Gunina                    | Tamara Čistjakova       | Natal'ja Andreevna Pogonina    | Nadežda Anatol'evna Kosinceva |
| 2001 | Kallithea       | –                         | Alena Tairova                       | Iosefina Paulet                     | Katerina Lahno          | Marija Kursova                 | Inga Charkhalashvili          |
| 2002 | Peñíscola       | –                         | Marija Muzyčuk                      | Anna Muzyčuk                        | Turkan Memedjarova      | Marie Sebag                    | Alina Moţoc                   |
| 2003 | Budua           | –                         | Nazi Paikidze                       | Anastasija Bodnaruk                 | Anna Muzyčuk            | Marija Fominych                | Natal'ja Andreevna Pogonina   |
| 2004 | Ürgüp           | –                         | Meri Arabidze                       | Lara Stock                          | Anna Muzychuk           | Valentina Gunina               | Salome Melia                  |
| 2005 | Castelnuovo     | –                         | Varvara Mestnikova                  | Nazi Paikidze                       | Varvara Repina          | Inna Ivachinova                | Salome Melia                  |
| 2006 | Castelnuovo     | –                         | Daria-Ioana Visanescu               | Meri Arabidze                       | Varvara Repina          | Kubra Öztürk                   | Anna Gasik                    |
| 2007 | Sebenico        | Aydan Hojjatova           | Cecile Haussernot                   | Aleksandra Lach                     | Nazi Paikidze           | Kubra Öztürk                   | Inna Ivachinova               |
| 2008 | Castelnuovo     | Gunay Mammadzada          | Liza Kistenëva                      | Anna Stjažkina                      | Meri Arabidze           | Nazi Paikidze                  | Kateřina Němcová              |
| 2009 | Fermo           | Ece Alkim Erece           | Anna Vasenina                       | Cecile Haussernot                   | Marsel Efroimski        | Katarzyna Adamowicz            | Ol'ga Girja                   |
| 2010 | Batumi          | Gabriela Antova           | Oliwia Kiolbasa                     | Aleksandra Gorjačkina               | Ulviyya Fataliyeva      | Mariam Danelia                 | Keti Tsatsalashvili           |
| 2011 | Albena          | Nurgjul Salimova          | Alicja Sliwicka                     | Anna Vasenina                       | Aleksandra Gorjačkina   | Marija Severina                | Diana Baciu                   |
| 2012 | Praga           | Mariya Kutyanina          | Anastasija Zotova                   | Anastasia Avramidou                 | Katsiaryna Beinenson    | Marija Tancjura                | Aleksandra Gorjačkina         |
| 2013 | Budua           | Laura Czernikowska        | Anastasia Vuller                    | Polina Šuvalova                     | Gunay Mammadzada        | Anna Stjažkina                 | Nastassia Ziaziulkina         |
| 2014 | Batumi          | Emilia Zavivaeva          | Malak Ismayil                       | Ekaterina Golceva                   | Anastasia Avramidou     | Mai Narva                      | Ulviyya Fataliyeva            |
| 2015 | Parenzo         | Veronika Veremjuk         | Galina Mironenko                    | Elizaveta Soloženkina               | Anna Kočukova           | Anna-Maja Kazarian             | Nino Khomeriki                |
| 2016 | Praga           | Aleksandra Švedova        | Zsoka Gaal                          | Sila Caglar                         | Aleksandra Mal'cevskaja | Fiona Sieber                   | Nino Khomeriki                |
| 2017 | Mamaia          | Sof'ja Svergina           | Veronika Šubenkova                  | Galina Mironenko                    | Govhar Beydullayeva     | Olga Badelka                   | Sona Asatryan                 |
| 2018 | Riga            | Ekaterina Zubkovskaya     | Aleksandra Švedova                  | Ol'ga Karmanova                     | Ayan Allahverdiyeva     | Kamalija Bulatova              | Aleksandra Dimitrova          |
| 2019 | Bratislava      | Dinara Huseynova          | Anna Šuchman                        | Aleksandra Švedova                  | Ayan Allahverdiyeva     | Patrycja Waszczuk              | Alicja Sliwicka               |
| 2020 | On Line         | –                         | –                                   | Yana Zhapova                        | Aliaksandra Tarasenka   | Viktoriia Kirchei              | Aleksandra Maltsevskaya       |
| 2021 | Online          | Anastasiya Aleks Barabash | Diana Preobrazhenskaya              | Anna Shukhman                       | Polina Kobak            | Ayan Allahverdiyeva            | Viktoriya Loskutova           |
| 2022 | Adalia          | Sofya Dm Kokareva         | Marianta Lampou                     | Diana Preobrazhenskaya              | Valeria Kleymenova      | Mariya Manko                   | Mariam Mkrtchyan              |
| 2023 | Mamaia          | Mehriban Ahmadli          | Maria Anistoroaei                   | Kinga Lajdamik                      | Kesaria Mgeladze        | Agnesa Stepania Ter-Avetisjana | Martyna Wikar                 |
| 2024 | Praga           | Carla-Ioana Marchis       | Svitlana Russieva                   | Varvara Matskevich                  | Vera Vujovic            | Klara Szczotka                 | Noga Orian                    |